# Conrad Ernst Bartels
Conrad Ernst Bartels (* vor 1778; † nach 1798) war ein deutscher Stückgießerei-Verwalter, Glocken- und Geschützgießer.

## Leben und Werk
Bartels inserierte 1778 als Bürger der Stadt Hannover und ortsansässiger Glockengießer in den Hannoverischen Anzeigen. Laut seiner Offerte goss er große und kleine Kirchenglocken und fertigte „einfache als doppelte Feuersprützen“ für Preise von 80 bis 250 Reichsthalern. Für seine  Doppelspritze war das „inwendige Druckwerk sammt Windblase alles durable von Metall gegossen“ und mit den zugehörigen ledernen Schlangen ausgestattet. Zudem bot er seine Dienste als Gießer metallener und insbesondere bleierner Brunnenstiefel und Wasserröhren an, aber auch die Einrichtung von Brunnen mit Sänger und Klappen. Auch die Anfertigung selbstspringender Garten-Fontänen mit Kreislauf-Wassersystemen zählten zu Bartels Angebot.
Gegen Ende des 18. Jahrhunderts wirkte Conrad Ernst Bartels laut dem ersten Adressbuch der Stadt Hannover von 1798 in der der Altstadt zugerechneten Stückgießerei „vor dem Steinthore“ als Stückgießerei-Verwalter, während am selben Ort auch der Stückgießer und Oberfeuerwerker Johann Heinrich Bartels verortet war.
Im Jahr 1800 fertigte Gerhard von Scharnhorst, seinerzeit Oberstleutnant der Kurhannoverschen Armee, Protokolle, in denen unter anderem die in der hannoverschen Stückgießerei eingesetzten Metalle des Stückgießers Bartels Gegenstand verschiedener Untersuchungen waren.

## Bekannte Werke
- Im Kaiserlichen Arsenal zu Sankt Petersburg findet sich eine schätzungsweise um 1794 geschaffene Kanone, die laut ihrer Inschrift von „C. E. Bartels“ aus Hannover stammt.[4]
- Die nach dem amerikanischen Unterwasser-Archäologen und Münzkundler Mendel L. Peterson verfasste Encyclopaedia of Markings & Decoration on Artillery nennt für „Bartels, C. E., Gun-founder in Hanover“ die Daten 1788 und 1794[7]
- In den in Wien 1886 erschienenen Mitteilungen der K.K. Zentral-Kommission zur Erforschung und Erhaltung der Kunst- und Historischen Denkmale  war ein Stück von C. E. Bartels von 1788 bekannt[8]
- Die Erstausgabe der von den Staatlichen Museen zu Berlin – Preußischer Kulturbesitz herausgegebenen Berliner Beiträge zur Archäometrie verwies mit den dargestellten Nummern 97 und 134 auf „die beiden Hannoverschen Geschütze von C. E. Bartels“. Diese vielen im Vergleich mit anderen Geschützen durch ihre geringen Zinngehalte auf bei Bleigehalten von 4,5 % und 2 %.[9]